# Filippo Migliavacca
Filippo Migliavacca (Affori, 13 settembre 1829 – Merì, 20 luglio 1860) è stato un patriota italiano.

## Biografia
Nacque ad Affori (oggi quartiere di Milano), ma compì tutti gli studi a Pavia, prima al Collegio Ghisleri e poi si laureò in Legge all'Università.
Nel marzo 1848, durante gli studi liceali, tornò a Milano per partecipare alle Cinque giornate. In seguito si iscritte alla Legione degli Studenti per partecipare, negli anni seguenti, a diverse campagne di liberazione, divenendo prima Sergente e poi Luogotenente e stringendo amicizia con Giuseppe Garibaldi. Finiti gli studi entrò a far parte dello studio dell'avvocato Giulio Cesare Gabella di Genova. Nel 1859 si arruolo nei Cacciatori delle Alpi combattendo gli austriaci in diverse battaglie guadagnandosi il grado di Capitano. Tornato a Milano esercitò l'avvocatura. Il 5 maggio, dopo aver raggruppato una settantina di volontari, partì alla volta di Genova per raggiungere Garibaldi, insieme a lui c'erano tra gli altri: Romeo Bozzetti, Ippolito Nievo, Enrico Eugenio Richiedei ed il veneziano Enrico Uziel che però si imbarcarono con Garibaldi. Il 10 giugno 1860 Migliavacca si imbarcò sulla nave Washington insieme a dei  volontari per unirsi all'impresa dei Mille di Garibaldi in Sicilia. Giunto a Palermo fu promosso Maggiore al comando di un Battaglione della Colonna Simonetta.
Morì in combattimento a Milazzo il 20 luglio 1860. In seguito gli vennero tributati il grado di tenente colonnello e la medaglia al valor militare.
Nell'elenco ufficiale dei partecipanti all'impresa, pubblicato sulla Gazzetta Ufficiale del Regno d'Italia del 12 novembre 1878, non è accreditato in quanto si unì solo a Palermo con Garibaldi.
In un brano dell'album storico su Garibaldi, intitolato:  “Garibaldi nelle Due Sicilie, ossia Guerra d'Italia nel 1860” , scritto da B. G., si narra della morte di Filippo Migliavacca e Enrico Eugenio Richiedei in toni epici:
 “... fra i prodi che furono dal ferro nemico mietuti nelle narrate battaglie, noi ricorderemo in particolar modo Filippo Migliavacca ed Enrico Rechiedei, la morte dei quali fu da tutti udita con duolo, tanto erano per le rare della mente e del cuore virtù, nobile ornamento della Patria! Noi particolarmente li ricordiamo, essendo la loro vita un bell'esempio da porsi innanzi alla nostra italica gioventù … “ 